# Dreta alternativa
La dreta alternativa (abreujat i conegut en anglès com alt-right) és una ideologia de dretes que es presenta com a alternativa al conservadorisme tradicional estatunidenc. Es diu que el terme va ser encunyat pel professor Paul Gottfried en una carta al Club H. L. Mencken, popularitzant després el seu ús el president del National Policy Institute i fundador de la revista Alternative Right, Richard Spencer.
Encara que no hi hagi posicions oficials definides, és un moviment al qual diferents autors li assignen trets com ara el suprematisme blanc i el nativisme polític. Arran de les eleccions presidencials del 2016 la majoria dels seguidors han donat suport al candidat del Partit Republicà a la presidència dels Estats Units, Donald Trump. Hi ha a més un tret associat als membres de l'alt-right que és el gust fetitxista per les dones ètnicament asiàtiques.
Abans de començar a fer-se'n ressò pels mitjans de masses, les idees eren compartides sovint mitjançant mems en fòrums en línia com 4chan. Un dels considerats difusors més destacats és Milo Yiannopoulos.